# Gondola (aviazione)

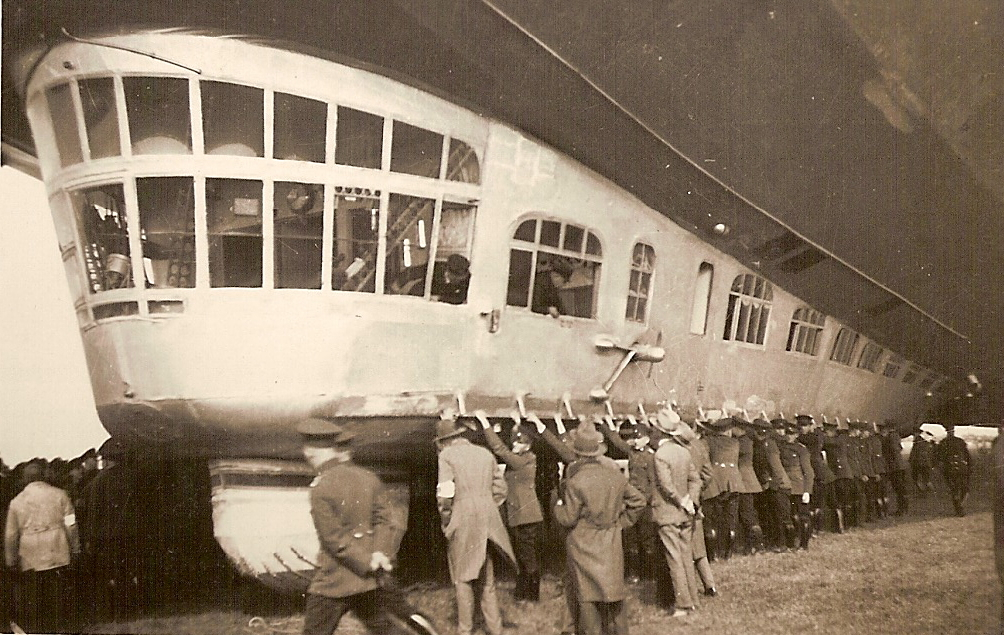
La gondola del dirigibile Graf Zeppelin.

In aeronautica con il termine gondola (o, in lingua francese ed inglese, nacelle) si intende un involucro di forma aerodinamica atto a contenere i passeggeri, un impianto, un motore o un serbatoio di un aeromobile.

## Etimologia
Il termine deriva dalla somiglianza delle prime cabine installate sui dirigibili con l'omonima imbarcazione tipica della laguna veneziana. Il corrispondente termine inglese nacelle, utilizzato mondialmente in ambito aeronautico e mutuato dal francese nacelle, deriva a sua volta dal latino navicella ("piccola nave").

## Storia
Il primo impiego della gondola si ebbe, come detto, sui dirigibili. Il suo scopo era quello di contenere l'equipaggio di condotta e l'eventuale carico in un'appendice appesa (e strutturalmente distinta) al corpo principale del dirigibile.
Sui velivoli, invece, le gondole sono generalmente collegate esternamente alla fusoliera o alle ali mediante strutture rigide carenate, chiamate piloni.

### Gondola motore

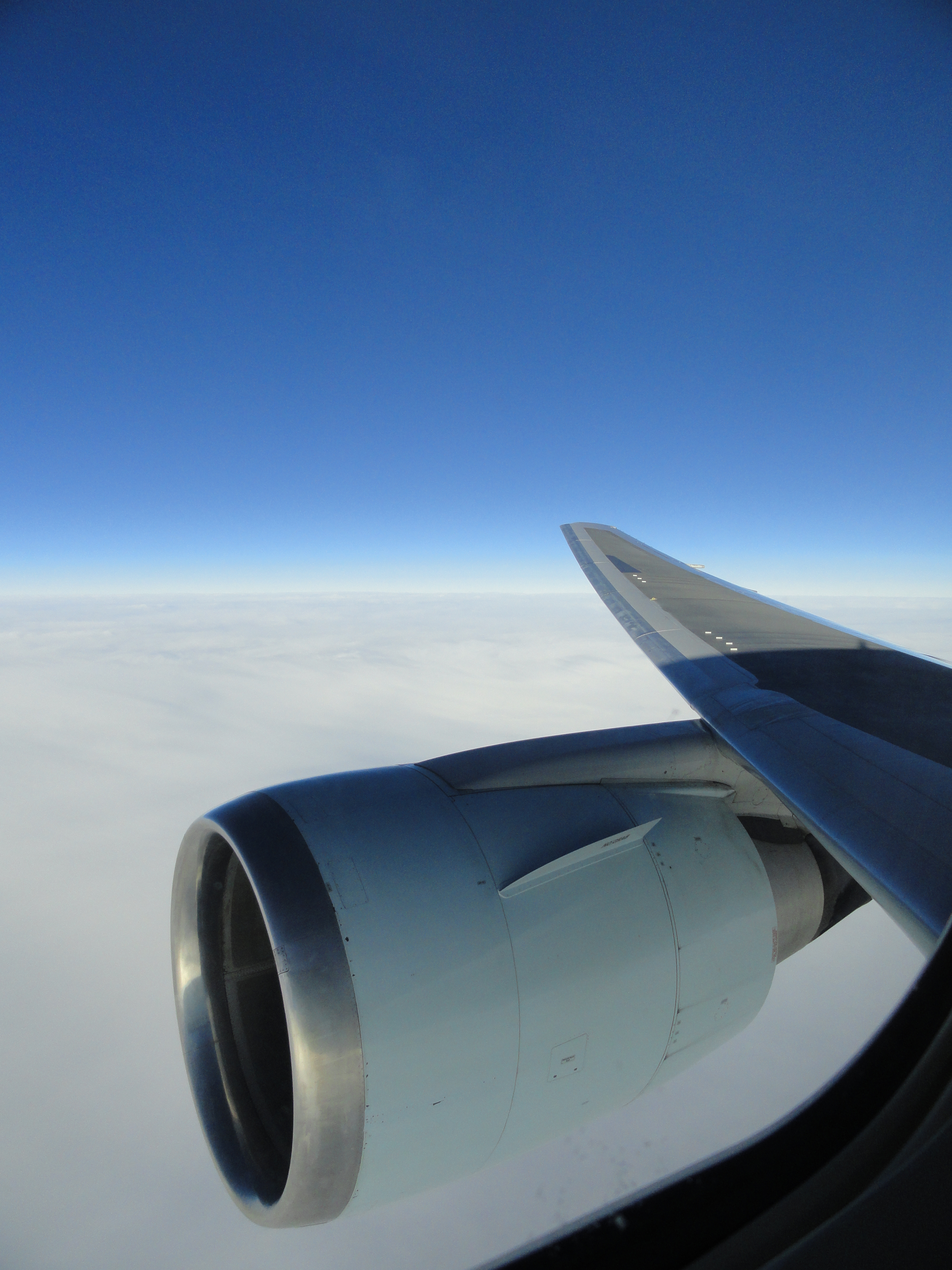
La gondola motore di un Boeing 767-300ER. Sulla gondola è anche visibile l'aletta (strakes) destinata alla generazione di vortici

Con il progressivo aumento delle dimensioni dei motori aeronautici, si rese necessario ridurre la loro resistenza aerodinamica mediante opportuni cofani (o cappottature), che avevano anche il duplice scopo di ottimizzare il flusso d'aria di raffreddamento intorno al motore.
Con l'avvento dei motori a reazione, per ottimizzare la capacità di carico e l'aerodinamica del velivolo (coniugandole con la facilità di manutenzione), risultò conveniente separare i motori e i loro accessori dalla fusoliera o dalle ali.
La Gondola è presente anche nelle navi equipaggiate con il sistema azipod, in cui la gondola costituisce l'involucro che racchiude il motore elettrico collegato direttamente all'elica e funge da timone.

## Descrizione
Nei motori turbogetto e turboventola, la gondola motore, nella parte anteriore, si fonde con la presa d'aria. Nella parte centrale sono in genere ricavati ampi sportelli incernierati che agevolano l'accesso e l'eventuale manutenzione di linea del motore. In alcuni turboventola, gli inversori di spinta sono inglobati nella gondola stessa. Sulle gondole possono essere integrate anche prese d'aria (in genere di tipo NACA) per il raffreddamento degli accessori motore o del generatore elettrico installati all'interno.
Sulla superficie della gondola possono essere presenti alette aerodinamiche (dette strakes) in grado di influenzare (in particolari assetti del velivolo) il campo fluidodinamico nelle vicinanze della gondola stessa, generando vortici ed energizzando lo strato limite nelle sue vicinanze. Negli ultimi anni l'impiego di materiali compositi ha permesso il contenimento dei pesi nonostante l'aumento delle dimensioni dovute alla tendenza ad utilizzare motori ad alto rapporto di diluizione e, conseguentemente, di diametro sempre maggiore.